# MyFerryLink
MyFerryLink este o companie de transport cu feribotul pentru pasageri și mărfuri peste Canalul Mânecii, care a început să opereze pe ruta Dover – Calais în august 2012. Flota MyFerryLink constă în două feriboturi moderne – navele surori MS Rodin, MS Berlioz – pentru transportul de pasageri și mărfuri, cât și o navă destinată exclusiv transportului de mărfuri, MS Nord Pas-de-Calais. MyFerryLink le oferă pasagerilor până la 16 traversări zilnice între Dover și Calais, pe lângă serviciile suplimentare pentru mărfuri.
Membrii echipajelor de la bordul navelor MyFerryLink sunt cu toții acționari ai societății cooperative – mai exact „société coopérative et participative” sau SCOP în limba franceză – care operează cursele companiei între Marea Britanie și Franța.
În data de 6 iunie 2013, Comisia pentru competitivitate (CC) din Marea Britanie a decis că societatea Eurotunnel – care închiriază cele trei nave MyFerryLink către SCOP – nu mai are voie să opereze servicii de feribot din Dover. Eurotunnel a făcut apel în justiție împotriva acestei hotărâri.
În data de 4 decembrie 2013, compania MyFerryLink a primit o decizie favorabilă din partea Curții de apel pentru competitivitate a Regatului Unit (CAT), care a inversat decizia luată de Comisia pentru Competitivitate (CC), ce interzisese companiei MyFerryLink să opereze un serviciu de transport cu feribotul din Dover.

## Facilități la bord pentru pasageri
Pasagerii care călătoresc cu Berlioz și Rodin au acces la o serie de facilități la bord pe durata traversării de 90 de minute între Dover și Calais. Acestea includ:
- Le Relais:[2] Un restaurant cu autoservire ce oferă o gamă de meniuri care include meniuri speciale pentru copii, proaspăt preparate de bucătarii rezidenți la bord.
- Le Pub:[3] Un bar unde clienții pot savura o băutură sau o gustare în timpul traversării.
- La Boutique:[4] Magazinul la bord oferă o suită de produse care includ alcool, tutun, parfumuri și alte cadouri.
- Playzone:[5] O zonă de joacă prevăzută cu jucării și jocuri pentru copii.

## Program de transport pasageri
MyFerryLink operează în prezent conform următorului program de transport pasageri (toate orele sunt locale):
| De la Dover la Calais | 07.00, 08.30, 11.30, 13.15, 16.15, 18.00, 20.50 și 22.45 |
| De la Calais la Dover | 05.40, 07.15, 10.15, 12.00, 15.00, 16.45, 19.45 și 21.30 |

## Flotă
| Navă               | An de construcție | În exploatare din | Nume anterior/anterioare                                                 |
| ------------------ | ----------------- | ----------------- | ------------------------------------------------------------------------ |
| Rodin              | 2001              | 2001              | Rodin                                                                    |
| Berlioz            | 2005              | 2005              | Berlioz                                                                  |
| Nord Pas-de-Calais | 1987              | 1987              | Nord Pas-de-Calais (1987-1996), Seafrance Nord Pas-de-Calais (1996-2012) |